# باسكوال روميرو
باسكوال روميرو (بالإنجليزية: Pascual Romero)‏ هو منتج أفلام أمريكي، ولد في 6 يناير 1980 في ماديسون في الولايات المتحدة.

## وصلات خارجية
- باسكوال روميرو على موقع IMDb (الإنجليزية)